# Iouriouzan (rivière)
Pour les articles homonymes, voir Iouriouzan (homonymie).
La Iouriouzan (en russe : Юрюзань ; en bachkir : Йүрүҙән) est une rivière de Russie, qui arrose la république du Bachkortostan et l'oblast de Tcheliabinsk. Affluent de la rive gauche de la rivière Oufa, dans le bassin de la Kama, c'est donc un sous-affluent de la Volga. 

## Géographie
Son cours est long de 404 km et draine un bassin de 7 240 km2. Son débit moyen est de 55 m3/s. La Iouriouzan se jette dans le réservoir Pavlovskoïe près de Karaïdel. 
Elle est gelée depuis la seconde quinzaine d'octobre à début décembre jusqu'en avril. La rivière est navigable dans ses 16 derniers kilomètres.
Les villes de Iouriouzan et Oust-Katav se trouvent sur son cours.

## Source
- (ru) Grande Encyclopédie soviétique